# Белл Бернелл, Джоселин
Дама Сьюзен Джоселин Белл Бернелл (англ. Susan Jocelyn Bell Burnell; род. 15 июля 1943, Белфаст, Сев. Ирландия) — британский астрофизик. Первооткрывательница нового класса астрономических объектов — пульсаров. На сайте Лондонского королевского общества её называют одним из самых влиятельных учёных Великобритании. Педагог и популяризатор науки.
Член Эдинбургского королевского общества (2004) и его президент в 2014—2018 годах (первая женщина на этом посту), член Лондонского королевского общества (2003), иностранный член Национальной академии наук США (2005) и Американского философского общества (2016).
Отмечена медалью Гершеля (1989) и другими отличиями.

## Биография
Сьюзен Джоселин Белл родилась в семье архитектора, который, в частности, был главным архитектором планетария в Арме. Отец её был большой любитель чтения и уже вскоре книги по астрономии из его библиотеки открыла для себя и его дочь. Она выросла в Лургане и посещала там колледж, в котором девочкам не разрешалось изучать науку, пока это не было опротестовано их родителями и другими лицами. В 11 лет она не сдала экзамен, и родители отправили её в квакерскую школу-пансион в Йорке, где на неё оказал большое влияние учитель физики. После окончания школы в 1961 году Белл поступила в университет Глазго и через четыре года получила степень бакалавра натурфилософии (физики). Затем она поступила в аспирантуру Кембриджского университета.

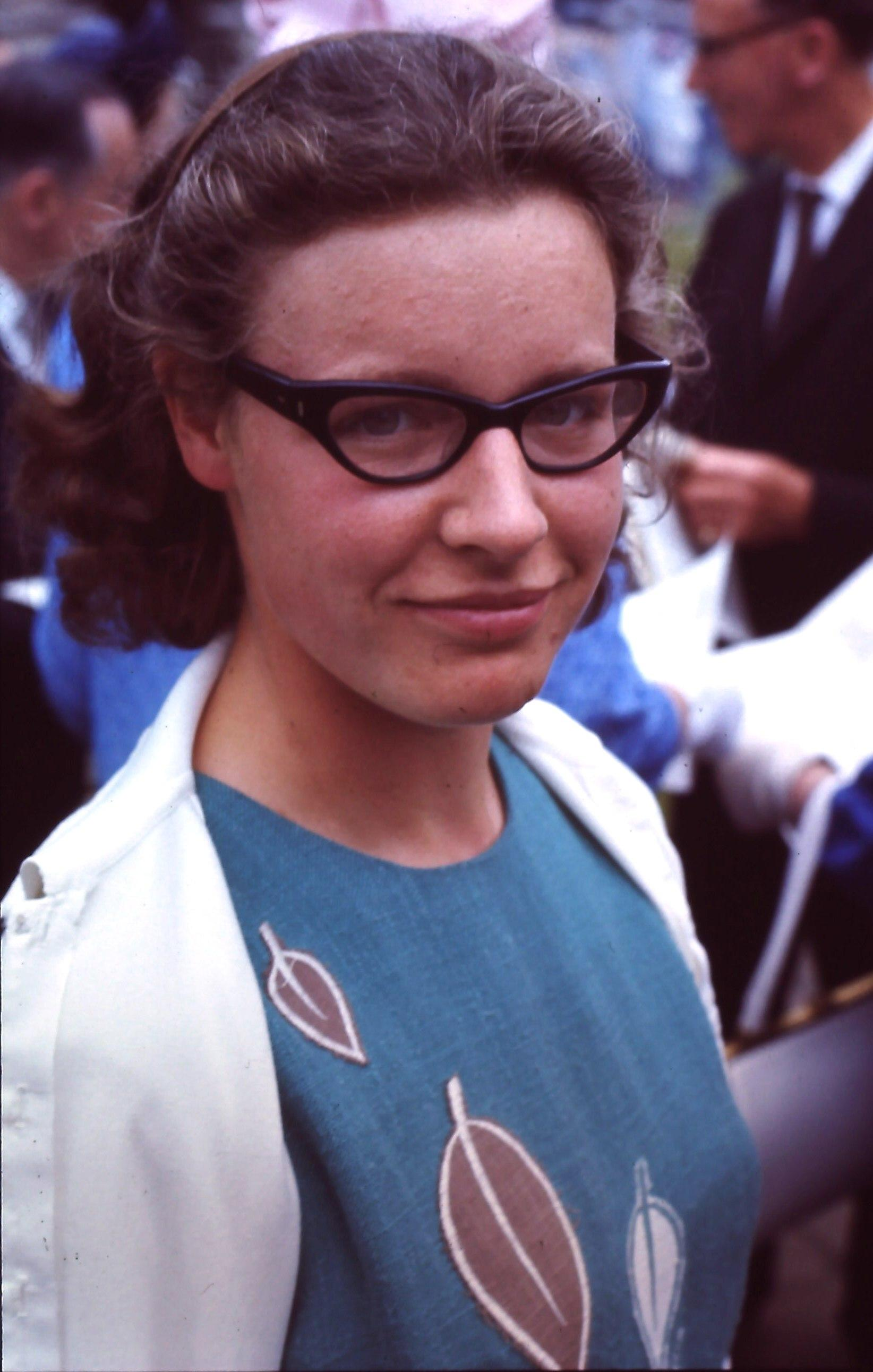
Джоселин Белл в 1967 году

Будучи аспиранткой, Белл стала одним из первооткрывателей пульсаров — вместе со своим научным руководителем Энтони Хьюишем, создавшим радиотелескоп для наблюдения компактных источников радиоизлучения, например, квазаров. Под руководством Хьюиша она собирала материал для диссертации, просматривая записи самописцев в поисках сигналов. Белл научилась отличать помехи от нужных сигналов. Спустя полтора-два месяца после начала поиска она обратила внимание на странности в записях: некоторые их отрезки не были похожи ни на сигнал от компактного источника, ни на помехи, и относились к одному и тому же участку неба. Белл предположила, что это сигналы от точечного источника — звезды, однако промежуток между импульсами был слишком мал для переменных звёзд — всего лишь секунда с третью. Хьюиш посчитал, что эти сигналы связаны с человеческой деятельностью. Однако Белл продолжила их изучение, и сумела убедить Хьюиша провести более детальное исследование, в результате которого гипотеза об их земном происхождении отпала. Были привлечены другие исследователи. Не отвергалась возможность, что это были сигналы радиомаяка от внеземной цивилизации; источник сигнала даже получил обозначение LGM-1 (от англ. little green men — «маленькие зелёные человечки»). Однако вскоре Белл обнаружила ещё три сигнала примерно такой же периодичности, исходивших из трёх совсем других участков неба, и стало ясно, что это сигналы от представителей нового класса астрономических объектов.
Исследователи направили две статьи в журнал «Nature»: первую — об открытии первого пульсара, по современным представлениям это — быстро вращающаяся нейтронная звезда PSR B1919+21, и вторую — об открытии следующих трёх. В первой из этих статей, впервые объявившей об открытии пульсаров, было указано пять авторов; имя Хьюиша стояло первым, вторым было имя Белл. Шведская королевская академия наук в своём пресс-релизе в 1974 году Нобелевской премии в области физики наградила Райла и Хьюиша за новаторскую работу в области радиоастрофизики, с особым упоминанием работы Райла над апертурным синтезом и решающей роли Хьюиша в открытии пульсаров. Таким образом, Хьюиш был удостоен Нобелевской премии вместе с доктором Мартином Райлом — без включения Белл в качестве сополучателя, что явилось спорным и вызвало резкое осуждение со стороны астронома сэра Фреда Хойла, также ученика Хьюиша.
Советский астроном Иосиф Шкловский, лауреат медали Брюс 1972 года, был одним из немногих, кто отметил вклад Джоселин Белл в развитие мировой астрономии: на генеральной ассамблее Международного астрономического союза в 1970 году он сказал ей, что она совершила величайшее астрономическое открытие XX века.
С 1991 года профессор Открытого университета. В 2001—2004 годах — декан наук в Университете Бата.
В 2002—2004 годах президент Королевского астрономического общества.
В 2008—2010 годах — президент Института физики; временно исполняющая обязанности президента после смерти своего преемника, Маршалла Стонхейма, в начале 2011 года, до октября, когда президентом стал сэр Питер Найт.
В 2013 году называлась в числе ста самых влиятельных женщин Великобритании по версии Би-би-си.
С октября 2014 года президент Королевского общества Эдинбурга. В апреле 2018 года на этом посту её сменила Энн Гловер.
С февраля 2018 года ректор (канцлер) шотландского Университета Данди.
Иностранный почётный член Американской академии искусств и наук (2018).

## Награды и отличия
- Медаль Альберта Майкельсона, Институт Франклина, США (1973, вместе с Энтони Хьюишом)
- Премия памяти Роберта Оппенгеймера (1978)
- Премия Беатрис Тинслей Американского астрономического общества (1986)
- Медаль Гершеля Королевского астрономического общества (1989)
- Лекция Карла Янского (1995)
- Командор Ордена Британской империи (1999)
- Magellanic Premium (2000)
- Дама-Командор Ордена Британской империи (2007)
- Премия Майкла Фарадея (2010)
- Lise-Meitner-Lectures[нем.] (2013)
- Называлась Science Council[англ.] в числе "UK's 100 leading practising scientists" (2014)[13]
- Королевская медаль (2015)
- Women of the Year Prudential Lifetime Achievement Award (2015)[14][15]
- Золотая медаль Высшего совета по научным исследованиям (2015)
- Медаль президента Института физики (2017)
- Большая медаль Французской академии наук (2018)
- Специальная премия Мильнера по фундаментальной физике (2018)
- Медаль Копли (2021)
- Орден Кавалеров Почёта (2025)[16]

Удостоена почётных степеней от порядка 36 институций, в частности почётный доктор Гарвардского (2007) и Абердинского (2013)  университетов.